# Král kolonád
Pour plus de détails, voir Fiche technique et Distribution.
Král kolonád est un film dramatique tchèque sur la Seconde Guerre mondiale sorti en 1991 et réalisé par Zeno Dostál (cs).

## Synopsis
Un membre d'un orchestre thermal quitte sa femme juive et son propre enfant, qui sont envoyés dans un camp de concentration. Dans les premiers jours, il meurt hanté par ses propres regrets.

## Fiche technique
- Titre : Král kolonád
- Réalisation : Zeno Dostál
- Scénario : Zeno Dostál
- Musique : Lubos Fiser
- Photographie : Jirí Macák
- Montage : Ján Svoboda
- Production : Petr Capek
- Société de production : Filmové studio Barrandov
- Pays :  Tchécoslovaquie
- Genre : Drame, historique et guerre
- Durée : 90 minutes
- Dates de sortie : 
  -  Tchécoslovaquie : 1er mai 1991

## Distribution
Selon Imdb.
- Josef Novotný : le membre de l'orchestre
- Barbora Leichnerová : Roza Goldsteinova
- Ivana Chylkova (cs) : la secrétaire Valérie
- Svatava Hubeňáková (cs) :	la mère du membre de l'orchestre
- Eliška Kucharová : la mère de Rose
- Rudolf Mahrla : le père de Rose
- Vlastimil Brodský : Brod
- Marek Vašut : membre de la Gestapo
- Zdena Sajfertova : la	prostituée Lidka
- Barbora Sloupova : Rézi, la fille de Roza
- Jana Šedova : Picková
- Lesek Wronka (cs) : la violoniste Berka
- Daniel Rous (cs) : le batteur Pavelek
- Milan Riehs (cs) : Hartwig
- Josef Langmiler (cs) : le directeur Hrbek
- Karel Urbanek : le réalisateur Mazánek
- Martin Zahalka (cs) : Venceslas
- Otomar Krejča Jr. : le syndicaliste
- Václav Babka (cs) : le	tailleur Fischer
- Marie Kadeřábková : une dame à un concert
- Antonin Hardt (cs) : le chef Vincek
- Vlastimil Hasek (cs) : le projectionniste Zváček
- Jiří Knot (cs) : le pharmacien
- Jiří Žák : le fossoyeur
- Vlasta Mecnarowska : le cuisiner
- Jiří Pomeje (cs) : un marié
- Michael Hofbauer (cs) : le calomniateur
- Václav Kotva (cs) : le facteur
- Jaroslav Tomsa (cs)
- Libor Hruška (cs)
- Miloš Horanský (cs)
- Galla Macks (cs)
- Pavel Kikinčuk